# Črna gora na Pesmi Evrovizije
Črna gora je na Pesmi Evrovizije prvič nastopila kot samostojna država leta 2007. Črnogorska sodelujoča televizija na tekmovanju je Radio in televizija Črne gore (RTCG). Pred osamosvojitvijo je Socialistična republika Črna gora sodelovala na tekmovanju kot del Jugoslavije (tako Socialistična federativna republika Jugoslavija od leta 1961 do 1991 in kot Zvezna republika Jugoslavija leta 1992), Republika Črna gora pa kot del Srbije in Črne gore (od leta 2004 do 2006). Prispevki, ki jih je izbrala RTCG, v času jugoslovanskega sodelovanja prej znana kot Radio-Televizija Titograd (RTT), so zastopali Jugoslavijo leta 1983 in 1984 ter Srbijo in Črno goro leta 2005. Tudi skladba Srbije in Črne gore iz leta 2006 je izbrala RTCG, vendar je tega leta država naknadno odstopila od tekmovanja.
Radio in televizija Črne gore (RTCG) je polnopravna članica Evropske radiodifuzne zveze (EBU) od leta 2006, zato je od takrat upravičena do sodelovanja na tekmovanju za pesem Evrovizije. Na tekmovanju sodeluje kot Črna gora od njegove 52. izdaje leta 2007. 
Preden je država 3. junija 2006 postala neodvisna, so se na tekmovanju udeležili prispevki iz Črne gore kot del Jugoslavije in kasneje Srbije in Črne gore. Prispevki iz nekdanje SR Črne gore so se leta 1983 kot del Jugoslavije uvrstili na 4. mesto, leta 1984 pa na 18. mesto, prispevek iz Republike Črne gore pa se je leta 2005 kot del Srbije in Črne gore uvrstil na 7. mesto.

## Črnogorski predstavniki
| Leto | Predstavnik       | Pesem                     | Jezik                     | Finale      | Točke       | Predizbor | Točke |
| ---- | ----------------- | ------------------------- | ------------------------- | ----------- | ----------- | --------- | ----- |
| 2007 | Stevan Faddy      | »Ajde, kroči«             | Črnogorščina              | Brez finala | Brez finala | 22.       | 33    |
| 2008 | Stefan Filipović  | »Zauvijek volim te«       | Črnogorščina              | Brez finala | Brez finala | 14.       | 23    |
| 2009 | Andrea Demirović  | »Just Get Out of My Life« | Angleščina                | Brez finala | Brez finala | 11.       | 44    |
| 2012 | Rambo Amadeus     | »Euro Neuro«              | Angleščina                | Brez finala | Brez finala | 15.       | 20    |
| 2013 | Who See           | »Igranka«                 | Črnogorščina              | Brez finala | Brez finala | 12.       | 41    |
| 2014 | Sergej Ćetković   | »Moj svijet«              | Črnogorščina              | 19.         | 37          | 7.        | 63    |
| 2015 | Knez              | »Adio«                    | Črnogorščina              | 13.         | 44          | 9.        | 57    |
| 2016 | Highway           | »The Real Thing«          | Angleščina                | Brez finala | Brez finala | 13.       | 60    |
| 2017 | Slavko Kalezić    | »Space«                   | Angleščina                | Brez finala | Brez finala | 16.       | 56    |
| 2018 | Vanja Radovanović | »Inje«                    | Črnogorščina              | Brez finala | Brez finala | 16.       | 40    |
| 2019 | D mol             | »Heaven«                  | Angleščina                | Brez finala | Brez finala | 16.       | 46    |
| 2022 | Vladana           | »Breathe«                 | Angleščina, Italijanščina | Brez finala | Brez finala | 17.       | 33    |
| 2025 | Nina Žižić        | »Dobrodošli«              | Črnogorščina              | Brez finala | Brez finala | 16.       | 12    |